# Południowa Afryka w Formule 1
W Formule 1 wystartowało 23. południowoafrykańskich kierowców oraz 16 zespołów. Grand Prix RPA w latach 1962-1965 rozgrywana była na torze Prince George Circuit w East London, natomiast w latach 1967-1980, 1982-1985 i 1992-1993 rozgrywana była na Kyalami Circuit w Midrand. 
Pierwszym południowoafrykańskim kierowcą jest Tony Maggs, który wystartował w 1961 roku w Grand Prix Wielkiej Brytanii w zespole Louise Bryden-Brown, wyścig ukończył na 13. miejscu. Ostatnim kierowcą jest Desiré Wilson, który wystartował w 1980 roku w Grand Prix Wielkiej Brytanii w zespole Brands Hatch Racing,  nie zakwalifikował się on do wyścigu. Pierwszym zespołem był Netuar, który startował w latach 1961-1964, 1966-1967 bez sukcesów. Ostatnim zespołem był Alex Blignaut, który startował w latach 1973-1976 ponownie bez sukcesów.
Pierwszym kierowcą, który zdobył punkty był Tony Maggs w Grand Prix Holandii w 1962 roku, ukończył wyścig na piątym miejscu. Maggs zdobył także w tym samym roku pierwsze podium kończąc Grand Prix Francji na drugim miejscu.
Jody Scheckter jest jedynym południowoafrykańskim mistrzem świata w Formule 1, tytuł ten wywalczył w 1979 roku jeżdżąc dla Scuderia Ferrari, rok później zakończył karierę w tym zespole. Scheckter jest też pierwszym południowoafrykańskim kierowcą, który wygrał wyścig (Grand Prix Szwecji w 1974).
W latach 1960–1975 były organizowane zawody Południowoafrykańskiej Formuły 1.

## Kierowcy
| Legenda oznaczeń w tabelach wyników Wyświetl szablon na nowej stronie | Legenda oznaczeń w tabelach wyników Wyświetl szablon na nowej stronie                                                                     |
| Oznaczenie                                                            | Wyjaśnienie |
| --------------------------------------------------------------------- | --- |
| Złoty                                                                 | Zwycięzca lub mistrzostwo |
| Srebrny                                                               | 2. miejsce lub wicemistrzostwo |
| Brązowy                                                               | 3. miejsce lub II wicemistrzostwo |
| Zielony                                                               | Ukończył, punktował (w klasyfikacji generalnej, gdy zdobył co najmniej jeden punkt na przestrzeni sezonu, poza trzema powyższymi opcjami) |
| Niebieski                                                             | Ukończył, nie punktował (w klasyfikacji generalnej, gdy nie zdobył co najmniej jednego punktu na przestrzeni sezonu)                      |
| Czerwony                                                              | Nie zakwalifikował się (NZ) |
| Czerwony                                                              | Nie prekwalifikował się (NPK) |
| Różowy                                                                | Nie ukończył (NU) |
| Różowy                                                                | Niesklasyfikowany (NS) (w klasyfikacji generalnej, gdy nie został sklasyfikowany w żadnym wyścigu sezonu)                                 |
| Czarny                                                                | Zdyskwalifikowany (DK) |
| Czarny                                                                | Wykluczony (WYK/EX) |
| Biały                                                                 | Nie wystartował (NW) |
| Biały                                                                 | Kontuzjowany (K/INJ) |
| Biały                                                                 | Wyścig odwołany (OD/C) |
| Bez koloru                                                            | Został wycofany (WYC/WD) |
| Bez koloru                                                            | Nie przybył (NP/DNA) |
| Bez koloru                                                            | Nie brał udziału w treningach (NT/DNP) |
| Bez koloru                                                            | Nie został zgłoszony (–) |
| Pogrubienie                                                           | Start z pole position |
| Kursywa                                                               | Najszybsze okrążenie wyścigu |
| †                                                                     | Nie ukończył, ale jego rezultat został zaliczony ze względu na przejechanie więcej niż 90% dystansu wyścigu.                              |
| *                                                                     | Sezon w trakcie |
| 1/2/3                                                                 | Punktowana pozycja w sprincie kwalifikacyjnym                                                                                             |
| Lista systemów punktacji Formuły 1                                    | |

| Sezon                    | Kierowca                    | Zespół                                                                                              | Wygrane | Podium | Punkty | NS | NU | NZ | Źródło |
| ------------------------ | --------------------------- | --------------------------------------------------------------------------------------------------- | ------- | ------ | ------ | -- | -- | -- | ------ |
| 1961-1965                | Anthony "Tony" Maggs        | Louise Bryden-Brown Cooper Car Company Scuderia Centro Sud Reg Parnell Racing                       | 0       | 3      | 26     | 0  | 7  | 0  | [ 1 ]  |
| 1962                     | Mike Harris                 | Mike Harris                                                                                         | 0       | 0      | 0      | 0  | 1  | 0  | [ 2 ]  |
| 1962                     | Bruce Johnstone             | Owen Racing Organisation                                                                            | 0       | 0      | 0      | 0  | 0  | 0  | [ 3 ]  |
| 1962                     | Syd van der Vyver           | Mike Harris                                                                                         | 0       | 0      | 0      | 0  | 0  | 0  | [ 4 ]  |
| 1962-1963 1965           | Ernest "Ernie" Pieterse     | Ernest Pieterse Lawson Organisation                                                                 | 0       | 0      | 0      | 0  | 1  | 1  | [ 5 ]  |
| 1962-1963 1965           | Doug Serrurier              | Otelle Nucci                                                                                        | 0       | 0      | 0      | 0  | 1  | 1  | [ 6 ]  |
| 1962 1965                | Neville Lederle             | Neville Lederle Scuderia Scribante                                                                  | 0       | 0      | 1      | 0  | 0  | 1  | [ 7 ]  |
| 1963 1965                | Trevor Blokdyk              | Scuderia Lupini Trevor Blokdijk                                                                     | 0       | 0      | 0      | 0  | 0  | 1  | [ 8 ]  |
| 1963 1965                | Ambraüsus "Brausch" Niemann | Ted Lanfear                                                                                         | 0       | 0      | 0      | 0  | 0  | 1  | [ 9 ]  |
| 1963 1974                | Paddy Driver                | Selby Auto Spares Team Gunston                                                                      | 0       | 0      | 0      | 0  | 1  | 0  | [ 10 ] |
| 1963 1965 1969-1970      | Peter de Klerk              | Otelle Nucci Brabham Racing Organization Team Gunston                                               | 0       | 0      | 0      | 1  | 1  | 0  | [ 11 ] |
| 1965                     | David Clapham               | Lawson Organisation                                                                                 | 0       | 0      | 0      | 0  | 0  | 0  | [ 12 ] |
| 1965                     | Alex Blignaut               | Team Valencia                                                                                       | 0       | 0      | 0      | 0  | 0  | 0  | [ 13 ] |
| 1965 1968 1971 1973      | Jacobus "Jackie" Pretorius  | Jackie Pretorius Team Pretoria Team Gunston Frank Williams Racing Cars                              | 0       | 0      | 0      | 1  | 2  | 1  | [ 14 ] |
| 1965 1967-1968 1970-1975 | Dave Charlton               | Ecurie Tomahawk Scuderia Scribante Brabham Racing Organisation Team Lotus Lucky Strike Racing       | 0       | 0      | 0      | 1  | 7  | 1  | [ 15 ] |
| 1967                     | Lukas "Luki" Botha          | Luki Botha                                                                                          | 0       | 0      | 0      | 1  | 0  | 0  | [ 16 ] |
| 1968-1969                | Basil van Rooyen            | John Love Team Lawson                                                                               | 0       | 0      | 0      | 0  | 2  | 0  | [ 17 ] |
| 1972                     | William Ferguson            | Team Gunston                                                                                        | 0       | 0      | 0      | 0  | 0  | 0  | [ 18 ] |
| 1972-1980                | Jody Scheckter              | Yardley Team McLaren Elf Team Tyrrell Walter Wolf Racing Scuderia Ferrari                           | 10      | 33     | 255    | 0  | 35 | 1  | [ 19 ] |
| 1973-1975                | Eddie Keizan                | Blignaut-Lucky Strike Blignaut-Embassy Team Gunston                                                 | 0       | 0      | 0      | 2  | 0  | 0  | [ 20 ] |
| 1974-1977                | Ian Scheckter               | Team Gunston Hesketh Racing Lexington Racing Frank Williams Racing Cars Team Rothmans International | 0       | 0      | 0      | 1  | 13 | 2  | [ 21 ] |
| 1975                     | Guy Tunmer                  | Team Gunston                                                                                        | 0       | 0      | 0      | 0  | 0  | 0  | [ 22 ] |
| 1980                     | Desiré Wilson               | Brands Hatch Racing                                                                                 | 0       | 0      | 0      | 0  | 0  | 1  | [ 23 ] |

## Zespoły i konstruktorzy
| Legenda oznaczeń w tabelach wyników Wyświetl szablon na nowej stronie | Legenda oznaczeń w tabelach wyników Wyświetl szablon na nowej stronie                                                                     |
| Oznaczenie                                                            | Wyjaśnienie |
| --------------------------------------------------------------------- | --- |
| Złoty                                                                 | Zwycięzca lub mistrzostwo |
| Srebrny                                                               | 2. miejsce lub wicemistrzostwo |
| Brązowy                                                               | 3. miejsce lub II wicemistrzostwo |
| Zielony                                                               | Ukończył, punktował (w klasyfikacji generalnej, gdy zdobył co najmniej jeden punkt na przestrzeni sezonu, poza trzema powyższymi opcjami) |
| Niebieski                                                             | Ukończył, nie punktował (w klasyfikacji generalnej, gdy nie zdobył co najmniej jednego punktu na przestrzeni sezonu)                      |
| Czerwony                                                              | Nie zakwalifikował się (NZ) |
| Czerwony                                                              | Nie prekwalifikował się (NPK) |
| Różowy                                                                | Nie ukończył (NU) |
| Różowy                                                                | Niesklasyfikowany (NS) (w klasyfikacji generalnej, gdy nie został sklasyfikowany w żadnym wyścigu sezonu)                                 |
| Czarny                                                                | Zdyskwalifikowany (DK) |
| Czarny                                                                | Wykluczony (WYK/EX) |
| Biały                                                                 | Nie wystartował (NW) |
| Biały                                                                 | Kontuzjowany (K/INJ) |
| Biały                                                                 | Wyścig odwołany (OD/C) |
| Bez koloru                                                            | Został wycofany (WYC/WD) |
| Bez koloru                                                            | Nie przybył (NP/DNA) |
| Bez koloru                                                            | Nie brał udziału w treningach (NT/DNP) |
| Bez koloru                                                            | Nie został zgłoszony (–) |
| Pogrubienie                                                           | Start z pole position |
| Kursywa                                                               | Najszybsze okrążenie wyścigu |
| †                                                                     | Nie ukończył, ale jego rezultat został zaliczony ze względu na przejechanie więcej niż 90% dystansu wyścigu.                              |
| *                                                                     | Sezon w trakcie |
| 1/2/3                                                                 | Punktowana pozycja w sprincie kwalifikacyjnym                                                                                             |
| Lista systemów punktacji Formuły 1                                    | |

| Sezon                         | Zespół              | Wygrane | Podium | Punkty | NS | NU | NZ | Źródło |
| ----------------------------- | ------------------- | ------- | ------ | ------ | -- | -- | -- | ------ |
| 1961-1964 1966-1967           | Netuar              | 0       | 0      | 0      | 0  | 0  | 1  | [ 24 ] |
| 1962                          | Ernest Pieterse     | 0       | 0      | 0      | 0  | 0  | 0  | [ 25 ] |
| 1962                          | Neville Lederle     | 0       | 0      | 0      | 0  | 0  | 0  | [ 26 ] |
| 1962-1963 1965                | Otelle Nucci        | 0       | 0      | 0      | 0  | 2  | 0  | [ 27 ] |
| 1963                          | Scuderia Lupini     | 0       | 0      | 0      | 0  | 0  | 0  | [ 28 ] |
| 1963                          | Selby Auto Spares   | 0       | 0      | 0      | 0  | 6  | 0  | [ 29 ] |
| 1963 1965                     | Ted Lanfear         | 0       | 0      | 0      | 0  | 6  | 0  | [ 30 ] |
| 1963 1965 1969                | Lawson Organisation | 0       | 0      | 0      | 0  | 2  | 0  | [ 31 ] |
| 1965                          | Ecurie Tomahawk     | 0       | 0      | 0      | 0  | 0  | 1  | [ 32 ] |
| 1965                          | Trevor Blokdijk     | 0       | 0      | 0      | 0  | 0  | 1  | [ 33 ] |
| 1965 1967-1968 1970 1972-1975 | Scuderia Scribante  | 0       | 0      | 0      | 0  | 0  | 0  | [ 34 ] |
| 1965 1968                     | Team Pretoria       | 0       | 0      | 0      | 0  | 1  | 0  | [ 35 ] |
| 1967                          | Luki Botha          | 0       | 0      | 0      | 0  | 1  | 0  | [ 36 ] |
| 1968-1975                     | Team Gunston        | 0       | 0      | 0      | 0  | 5  | 0  | [ 37 ] |
| 1969                          | Jack Holme          | 0       | 0      | 0      | 0  | 1  | 0  | [ 38 ] |
| 1973–1976                     | Alex Blignaut       | 0       | 0      | 0      | 0  | 3  | 0  | [ 39 ] |

## Pracownicy
| Sezon             | Pracownik           | Stanowisko     | Zespół                                                               | Źródło        |
| ----------------- | ------------------- | -------------- | -------------------------------------------------------------------- | ------------- |
| od 2009           | Etienne de Villiers | prezes zespołu | Virgin Racing Marussia Virgin Racing                                 | [ 40 ]        |
| 2007-2008 od 2008 | Dirk de Beer        | aerodynamik    | BMW Sauber ING Renault F1 Team Renault F1 Team Lotus Renault GP Team | [ 41 ] [ 42 ] |

## Tory wyścigowe
| Sezon                         | Tor                   | Lokalizacja | GP | Źródło |
| ----------------------------- | --------------------- | ----------- | -- | ------ |
| 1962-1965                     | Prince George Circuit | East London | 3  | [ 43 ] |
| 1967-1980 1982-1985 1992-1993 | Kyalami Circuit       | Midrand     | 20 | [ 44 ] |

## Sponsorzy i partnerzy
| Sezon  | Sponsor/partner | Sponsorowany/partner | Źródło |
| ------ | --------------- | -------------------- | ------ |
| ?-2009 | GO-GP.ORG       | ING Renault F1 Team  | [ 45 ] |
| 2009   | GO-GP.ORG       | BMW Sauber           | [ 46 ] |